# Planul Național de Redresare și Reziliență
Planul Național de Redresare și Reziliență (PNRR) este conceput astfel încât să asigure dezvoltarea României, prin sprijinirea nivelului de adaptare la situații de criză, în contextul recuperării după criza COVID-19, cât și valorificarea potențialului de dezvoltare economică, prin reforme majore și investiții cheie.
Acest proiect este coordonat de Ministerul Investițiilor și Proiectelor Europene.

## Componență
PNRR are la bază 6 piloni principali care sunt împărțiți în componente. Într-o componentă sunt mai multe investiții (I) și reforme (R).
| Nr. | Componentă                                                      | Pilon                                                     |
| --- | --------------------------------------------------------------- | --------------------------------------------------------- |
| 1   | Managementul apei                                               | Tranziția spre o economie verde                           |
| 2   | Păduri și protecția biodiversității                             | Tranziția spre o economie verde                           |
| 3   | Managementul deșeurilor                                         | Tranziția spre o economie verde                           |
| 4   | Transport sustenabil                                            | Tranziția spre o economie verde                           |
| 5   | Valul Renovării                                                 | Tranziția spre o economie verde                           |
| 6   | Energie                                                         | Tranziția spre o economie verde                           |
| 7   | Transformare digitală                                           | Transformarea digitală                                    |
| 8   | Reforma fiscala și reforma sistemului de pensii                 | Creșterea economică inteligentă, sustenabilă și incluzivă |
| 9   | Suport pentru sectorul privat, cercetare, dezvoltare și inovare | Creșterea economică inteligentă, sustenabilă și incluzivă |
| 10  | Fondul local                                                    | Coeziunea socială și teritorială                          |
| 11  | Turism și cultură                                               | Coeziunea socială și teritorială                          |
| 12  | Sănătate                                                        | Sănătate și reziliență instituțională                     |
| 13  | Reforme sociale                                                 | Sănătate și reziliență instituțională                     |
| 14  | Bună guvernanță                                                 | Sănătate și reziliență instituțională                     |
| 15  | Educație                                                        | Copii, tineri, educație și competențe                     |